# 文京区立湯島小学校
文京区立湯島小学校（ぶんきょうくりつゆしましょうがっこう）は、東京都文京区湯島2丁目にある公立小学校。
江戸時代の寺子屋を起源とし、1872年の学制施行前からの存在する当時の東京府設立の小学校として、東京旧市内で現存する最古の小学校である。
校庭にはスズカケノキが植えられており、湯島小学校を象徴するものとなっておったが、2024年度の新校舎増設に伴い、伐採された。

## 概要
湯島小学校は校名変更前の『府立小学校第四校』として、1871年（明治4年）12月2日が創立日となっている。
湯島小学校とほぼ同時期に開校した、府立小学校第一校（御成門小学校）、第二校（番町小学校）、第三校（愛日小学校）に関しては、共に新設合併による吸収や自治体の条例の改正による閉校扱いにより、現在は湯島小学校よりも設立年が格段新しい小学校となる。
1990年(平成2年)2月8日、現校舎が竣工した。
敷地内に生涯学習施設「文京区立アカデミー湯島」がある。

## 行事
1971年12月2日に開校100周年記念式典として、当時の皇太子並びに同妃が出席し式典が執り行われた。
2021年に湯島小学校は開校150周年記念を迎えた。

## 位置
- 所在地：文京区湯島2丁目28-14
- 最寄り駅：東京地下鉄千代田線の湯島駅、丸ノ内線・大江戸線の本郷三丁目駅
  - JR東日本山手線・京浜東北線の御徒町駅、東京メトロ丸ノ内線またはJR東日本中央線の御茶ノ水駅も徒歩圏
- 校区：湯島1-4丁目、本郷3・7丁目（いずれも全域）
- 校区内・近隣の施設：湯島神社、東京大学本郷キャンパス（東京大学医学部附属病院）、東京医科歯科大学（東京医科歯科大学医学部附属病院・東京医科歯科大学歯学部附属病院）、順天堂大学（順天堂医院）、日本サッカー協会（日本サッカーミュージアム）、湯島聖堂、神田神社、本富士警察署

## 主な出身者
- 長岡半太郎
- 横山大観
- 花柳章太郎
- 野々村真